# Legna Verdecia
Legna Verdecia Rodríguez (ur. 29 października 1972 w Manzanillo) – kubańska judoczka. Dwukrotna medalistka olimpijska.
Walczyła w kategorii ekstralekkiej (do 48 kg) i półlekkiej (do 52 kg). Brała udział w trzech igrzyskach (IO 92, IO 96, IO 00), na dwóch zdobywała medale. Największy sukces odniosła na igrzyskach w 2000, zwyciężając w wadze do 52 kg. Cztery lata wcześniej sięgnęła po brąz. Była mistrzynią świata (1992) oraz srebrną (1999) i brązową (1991, 1995, 2001) medalistką tej imprezy. Trzykrotnie zwyciężała w igrzyskach panamerykańskich (1991, 1995, 1999). Startowała w Pucharze Świata w latach 1989, 1991–1993 i 1995–2000.